# Edward Fraenkel
Ludwig Edward Fraenkel (28 mai 1927 - 27 avril 2019), est un mathématicien britannique d'origine allemande et professeur à l'Université de Bath.

## Éducation
Il est le fils du classiciste Eduard Fraenkel. Il obtient un diplôme de premier cycle (en 1947) et une maîtrise ès sciences (en 1948) de l'Université de Toronto dans le domaine du génie aéronautique. Sa thèse porte sur la conception de tuyères pour souffleries supersoniques.
En 1989, il reçoit le Prix Whitehead Senior. Il est élu membre de la Royal Society en 1993.